# Laserpitium ochridanum
Laserpitium ochridanum Micevski – gatunek rośliny z rodziny selerowatych (Apiaceae Lindl.). Występuje naturalnie w Macedonii oraz Albanii. Rośnie między innymi na terenie Parku Narodowego Galiczica.

## Taksonomia
Holotyp został opisany w 1981 roku. Został zebrany w 1968 roku i pochodził z Macedonii. Rósł na skalistym, wapiennym podłożu, na wysokości 2010 m n.p.m.

## Rozmieszczenie geograficzne
Rośnie w górach, w masywach Galiczica na granicy Macedonii z Albanią.

## Morfologia
Gatunki podobneRoślina jest podobna do gatunku L. siler, szczególnie do podgatunku subsp. zernyi. Roślina łatwo się wyróżnia aromatycznymi, wyciętymi liści o długości z segmentów 15–20 (–30) mm i szerokości 5–8 (–15) mm, gdzie L. Siler subsp. zernyi ma je większe i dorastają one do 60–90 mm długości i 10–30 mm szerokości.

## Biologia i ekologia
Występuje w klimacie subalpejskim. Rośnie na górskich łąkach i pastwiskach, na skalistym podłożu. Występuje na wysokości od 1640 do 2010 m n.p.m. Kwitnie od czerwca do połowy lipca, natomiast owoce pojawiają się od połowy lipca do sierpnia.
Środowisko dzieli z takimi gatunkami jak: Achillea holosericea, aster ożota (Aster linosyris), kłosownica leśna (Brachypodium sylvaticum), goździk krwisty (Dianthus cruentus), goździk kartuzek (Dianthus carthusianorum), ubiorek wiecznie zielony (Iberis sempervirens), Festuca paniculata oraz Thymus boissieri.
Populacje L. ochridanum w Galiczicy obejmują mniej niż sto okazów w każdej z subpopulacji. Niedawno odkryto ten gatunek około 30 km na południe klasycznego miejsca występowania. Od połowy lipca na górskich pastwiskach trwa wypas owiec, w związku z czym populacja tego gatunku jest zagrożona.
Ekstrakt z podziemnych części tej rośliny zawiera laktony seskwiterpenowe, które mają właściwości cytotoksyczne. Z kolei olejki eteryczne z tej rośliny mają właściwości antybakteryjne. Głównym składnikiem w oleju z owoców był limonen (57,7%), natomiast w oleju ziołowym, sabinen (25,9%).